# The Hemphill Stringtet Plays the Music of Julius Hemphill
The Hemphill Stringtet Plays the Music of Julius Hemphill ist ein Musikalbum des Quartetts The Hemphill Stringtet. Die 2024 im Studio Oktaven Audio in Mount Vernon, New York, entstandenen Aufnahmen erschienen am 4. April 2025 auf Out of Your Head Records.

## Hintergrund
Julius Hemphill, einer der vielseitigsten Saxophonisten der Jazz-Avantgarde der 1970er- und 1980er-Jahre, strahlte leidenschaftliche Kraft und feine Sensibilität aus, stets untermalt von Swing, der ihn in der Jazztradition verankerte, notierte Troy Dostert. Während seine legendären Veröffentlichungen wie Dogon A.D. (Mbari, 1972) und Flat-Out Jump Suite (Black Saint, 1980) zu Recht als Klassiker gelten und Hemphills ausgeprägtes harmonisches Gespür und seine Improvisationskunst veranschaulichen, geraten die wunderbaren Duett-Aufnahmen, die er mit einem seiner Lieblingskollegen, dem Cellisten Abdul Wadud aufnahm, manchmal in Vergessenheit. Dokumentiert auf Alben wie Live in New York (Red, 1976) und Oakland Duets (Music & Arts, 1992), zeigen diese Begegnungen Hemphills tief verwurzeltes, gefühlvolles Temperament, das in der Gesellschaft des Cellisten Abdul Wadud zur Geltung kommt.
Die wohl bekannteste Künstlerin des Streichquartetts The Hemphill Stringtet ist die Cellistin Tomeka Reid, die zuvor insbesondere mit ihrem eigenen Album 3+3 (Cuneiform, 2024) hervorgetreten ist. Ihre Partner sind die Geiger Curtis Stewart und Sam Bardfeld sowie die Bratschistin Stephanie Griffin. Das Album beginnt mit einer von Hemphills bekanntesten Kompositionen, „Revue“, gefolgt von einer Suite, gewidmet Charles Mingus mit dem Titel „Mingus Gold“, die Hemphill für Streichquartett komponiert hat. Hemphills Interpretationen von „Nostalgia in Times Square“, „Alice in Wonderland“ und „Better Get Hit in Your Soul“ bieten einen Einblick in die Eigenart eines Musikers, gebrochen durch die Perspektive eines anderen, so Troy Dostert. Das Album schließt mit einigen weniger bekannten Kompositionen Hemphills, „My First Winter“, „Touchic“, und „Choo-Choo“.

## Titelliste
- The Hemphill Stringtet: The Hemphill Stringtet Plays The Music of Julius Hemphill (Out Of Your Head Records OOYH 035)[2]

1. Revue 7:44
2. Mingus Gold: Nostalgia in Times Square 4:43
3. Mingus Gold: Alice in Wonderland 7:51
4. Mingus Gold: Better Get Hit in Your Soul 7:31
5. My First Winter/Touchic 12:10
6. Choo Choo 5:46

Die Kompositionen stammen  von Julius Hemphill.

## Rezeption
Nach Ansicht von Troy Dostert, der das Album in All About Jazz rezensierte, ist es nicht verwunderlich, dass die vier Streicher des Hemphill Stringtet ihre eigene Hommage an den eigenwilligen Komponisten und Improvisator darbieten und jene unverwechselbare Mischung aus roher Energie und emotionaler Tiefe zeigen, die Hemphills beste Werke auszeichnet habe. Hervorhebenswert sei die Fähigkeit der Gruppe, ihre Stimmen nahtlos zu verschmelzen, was dem Album viel von seiner wunderschönen Kammermusikästhetik verleihe und gleichzeitig Raum für ihre Improvisationen lasse. Dies sei eine wunderbare Hommage an eine der lebendigsten Stimmen des Jazz.

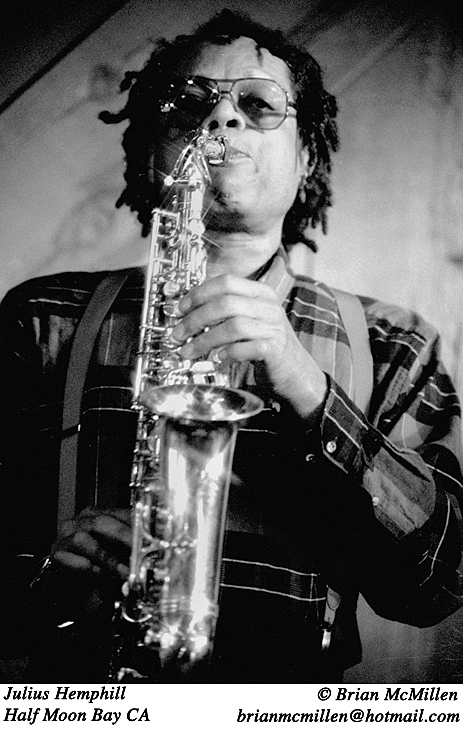
Julius Hemphill (1988; Foto: Brian McMillen)

„My First Winter/Touchic“ würde mit dem eindringlich schönen „My First Winter“ beginnen, in dem Stewarts Violine eine lockere, gefühlvolle Melodie spiele, die „die Kälte und Introspektion des ersten Schneefalls heraufbeschwört“, schrieb Glenn Astarita (All About Jazz). Das Zusammenspiel des Quartetts sei zart und doch zielstrebig, wobei Reids Cello die Textur mit zarten, gezupften Tönen verankere, die an Hemphills Mitmusiker Abdul Wadud erinnerten. Während das Stück in eine freiere, improvisierte Bridge übergeht, erklinge Bardfelds Violinsolo, das bluesig angehauchte Phrasen mit virtuoser Note verwebt, die zugleich verwurzelt und forschend wirken und in einen freien Ausbruch übergehen. Der Übergang zu „Touchic“ klinge sanft und doch elektrisierend, während sich das Ensemble in ein hart groovendes Ostinato im ungeraden Takt verstrickt. Griffins Solo sei hier ein Highlight, das auf dem rhythmischen Puls tanze und dabei eine Ornette-Coleman-ähnliche Balance aus Freiheit und Treue zur Basslinie darbiete. Ihre lyrische Improvisation, untermalt von zarten Obertönen und Reids ruhigem Cello, fange Hemphills Talent ein, Struktur mit Spontaneität zu verbinden. Die Stärke des Medleys liegt darin, Hemphills kompositorische Stimme zu würdigen und gleichzeitig Stringtets improvisatorisches Können hervorzuheben. Dies zeuge von Hemphills anhaltender Relevanz und der kühnen Vision des Hemphill Stringtet und mache es zu einem hinreißenden Herzstück dieses bedeutsamen Projekts.
Das Album gelangte auf Position 16 der Halbjahresliste (1/2025) des Francis Davis Jazz Critics Poll.